# ماتيلدا كارس
ماتيلدا كارس (بالإنجليزية: Matilda Carse)‏ هي محرِّرة وكاتِبة أمريكية، ولدت في 19 نوفمبر 1835 في Saintfield ‏ في المملكة المتحدة، وتوفيت في 1917 في Park Hill, Yonkers ‏ في الولايات المتحدة.